# Resolutie 2086 Veiligheidsraad Verenigde Naties
Resolutie 2086 van de Veiligheidsraad van de Verenigde Naties werd op 21 januari met unanimiteit aangenomen door de VN-Veiligheidsraad als eerste resolutie van 2013.
De resolutie volgde op een open door Pakistan gemodereerd debat over de aanpak van vredesoperaties. Aangezien conflicten steeds complexer werden moesten vredesoperaties voortaan "multidimensionaal" aangepakt worden.

## Inhoud
Vredesoperaties moesten bestaan uit het opbouwen en handhaven van vrede en ontwikkeling om effectief te zijn in situaties na een conflict. Ook moesten de internationale legitimiteit en het politieke gewicht van een mandaat van de Veiligheidsraad worden uitgespeeld. Verder moest een mix van civiele-, politionele- en militaire capaciteiten diep op het terrein worden ingezet onder een gezamenlijk leiderschap.
Het mandaat kon voorzien dat een vredesmacht verantwoordelijkheden van het gastland overnam, zoals instaan voor de veiligheid in het land, het politieke proces leiden en de bevolking beschermen tegen geweld. De overheid van het gastland bleef zelf verantwoordelijk voor het bepalen van de prioriteiten tijdens het vredesproces, in overleg met een brede doorsnede van de maatschappij. De taken die een vredesmacht kon krijgen:
- De veiligheid in het land,
- Ontwapening,
- De ordehandhavingsinstellingen in het land versterken,
- Ontmijning,
- De politieke dialoog faciliteren,
- Noodhulp mogelijk maken,
- De mensenrechten beschermen,
- De bevolking beschermen tegen geweld,
- Inspanningen voor economische ontwikkeling ondersteunen,
- De deelname van vrouwen aan het vredesproces ondersteunen.

Conflicten werden immer complexer en dynamischer en de vredesoperaties die volgden moesten daar rekening mee houden. Landen en organisaties werden gevraagd hun beschikbare civiele capaciteiten voor vredesoperaties uit te breiden. Een vredesmacht moest voorts een duidelijk omschreven mandaat en voldoende middelen (wat vaak een pijnpunt was) krijgen.

## Verwante resoluties
- Resolutie 1646 Veiligheidsraad Verenigde Naties (2005)
- Resolutie 1947 Veiligheidsraad Verenigde Naties (2010)
- Resolutie 2185 Veiligheidsraad Verenigde Naties (2014)

Lijst ·  2086 ·  2087 ·  2088 ·  2089 ·  2090 ·  2091 ·  2092 ·  2093 ·  2094 ·  2095 ·  2096 ·  2097 ·  2098 ·  2099 ·  2100 ·  2101 ·  2102 ·  2103 ·  2104 ·  2105 ·  2106 ·  2107 ·  2108 ·  2109 ·  2110 ·  2111 ·  2112 ·  2113 ·  2114 ·  2115 ·  2116 ·  2117 ·  2118 ·  2119 ·  2120 ·  2121 ·  2122 ·  2123 ·  2124 ·  2125 ·  2126 ·  2127 ·  2128 ·  2129 ·  2130 ·  2131 ·  2132